# Гречкинский сельский совет
Гречкинский сельский совет (укр. Гречкинська сільська рада) — входит в состав
Кролевецкого района
Сумской области
Украины.
Административный центр сельского совета находится в 
с. Гречкино
.

## Населённые пункты совета
- с. Гречкино
- с. Васильковщина
- с. Воронцово
- с. Дедовщина
- с. Заречье
- с. Пиротчино
- с. Пионерское